# Уфимский полуостров

Уфимский полуостров. Цифрами обозначены реки: 1 — Белая, 2 — Уфа, 3 — Дёма, 3A — старое русло Дёмы, 4 — Сутолока, 5 — Шугуровка

Уфимский полуостров — холмистая территория в междуречье рек Уфы и Белой, названная так за счёт схожести контуров русел рек с вытянутым полуостровом.
Географически, размеры следующие: расстояние от реки Белой в южной части города до места, называемого горловиной Уфимского полуострова (то есть до зрительного конца полуострова), по направлению юго-восток — северо-запад составляет около 15 км. Ширина, в основном, по широтному направлению, у полуострова различна: в центре она составляет около 10 км, в районе проспекта Октября около 5 км, в районе горловины — менее 3,5 км.
На территории Уфимского полуострова протекают реки Сутолока, Ногайка, Шугуровка, ручьи Сафроновский, Шувалин, имеется большое количество карстовых озёр, стариц и прудов: Солдатское озеро, пруд Аксаковского сада, озеро Кашкадан, озеро Долгое (Нижегородка), Лихачёвская излучина, озеро Волчок, озеро Тепличное, озеро Лопуховое, Кузнецовский затон.
Уфимский полуостров изрезан Уфимскими холмами и оврагами, которые имеют свои названия, и возвышается над долиной и поймами рек Белой и Уфы. Именно это и определило здесь строительство Уфимского кремля в 1574 году.

## До XIX века
Ранее река Белая протекала, огибая полуостров Козарез, по нынешней старице реки Белой, где также находилось старое устье реки Дёмы.
После прорыва рекой Белой в половодье озера-старицы между деревней Козарез и Нижегородкой граница Уфимского полуострова изменилась и его площадь уменьшилась.
Существует также мнение, что при изменении (спрямлении) русла реки Дёмы возле железнодорожного моста через реку Белую при строительстве Самаро-Златоустовской железной дороги рабочими был также прорыт канал для спрямления русла Белой в районе полуострова Козарез для улучшения речного пароходства. Однако упоминаний, подтверждающий данный факт, не найдено.